# 芜湖开放大学
芜湖开放大学，原名芜湖广播电视大学，是位于安徽省芜湖市的一所成人高等院校分校，隶属安徽开放大学（原安徽广播电视大学）。

## 校史
1979年2月，安徽广播电视大学芜湖市分校成立。
1998年，被教育部电教办授予全国电教先进单位。

## 专业设置
- 英语专业
- 会计专业
- 法学专业
- 金融专业
- 计算机专业
- 护理学专业
- 小学教育专业
- 工商管理专业
- 现代文员专业
- 汉语言文学专业